# Wilhelm Franz Meyer
Wilhelm Franz Meyer (Magdeburgo, 2 settembre 1856 – Königsberg, 11 giugno 1934) è stato un matematico tedesco.
Fu uno dei più importanti redattori dell'Enzyklopädie der mathematischen Wissenschaften.

## Biografia
Dopo essersi formato nell'Università di Lipsia, nel 1878 conseguì il dottorato a Monaco e successivamente perfezionò gli studi a Berlino con Weierstrass, Kummer e Kronecker. Due anni più tardi conseguì l'abilitazione alla docenza presso l'Università di Tubinga. Nel 1888 fu nominato ordinario all'Università tecnica di Clausthal, finché nel 1897 divenne docente all'Università di Königsberg.
Autore di oltre 130 articoli nell'ambito della geometria e della teoria invariante, Meyer è noto soprattutto per essere stato uno dei principali curatori, insieme a Felix Klein, dell'Enzyklopädie der mathematischen Wissenschaften, pubblicata fra il 1898 e il 1933 in 23 libri.
In particolare, Meyer era incaricato della revisione dei libri di geometria.
Lasciò il mondo accademico nell'ottobre del 1924 e si spense 10 anni dopo a Königsberg.